# Constantino Barrera Morales
Constantino Barrera Morales (ur. 18 grudnia 1963 w Cantón Rojita) – salwadorski duchowny katolicki, biskup Sonsonate od 2012.

## Życiorys

### Prezbiterat
8 grudnia 1990 otrzymał święcenia kapłańskie i został inkardynowany do diecezji San Vicente. Pracował jako duszpasterz parafialny oraz jako wychowawca seminarium w San Vicente. W 2010 został rektorem krajowego seminarium w San Salvador.

### Episkopat
11 czerwca 2012 papież Benedykt XVI mianował go ordynariuszem diecezji Sonsonate. Sakry udzielił mu 4 sierpnia 2012 nuncjusz apostolski w Salwadorze - arcybiskup Luigi Pezzuto.